# Eberhard Rüger

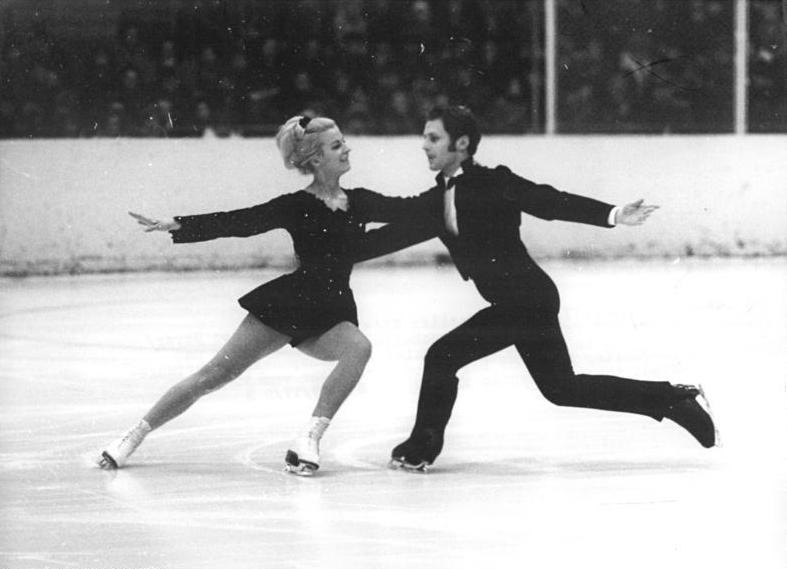
Eberhard Rüger und Annerose Baier bei den DDR-Meisterschaften 1970

Eberhard Rüger ist ein ehemaliger deutscher Eiskunstläufer, der im Eistanz für die DDR startete.

## Werdegang
Seine Eistanzpartnerin war Annerose Baier. Das Paar begann seine Karriere beim SC Wismut Karl-Marx-Stadt und startete ab 1963 für den SC Karl-Marx-Stadt. Rüger und Baier wurden 1962 und von 1964 bis 1970 Eistanzmeister der DDR und nahmen im Zeitraum von 1965 bis 1970 an Welt- und Europameisterschaften teil. Ihr bestes Ergebnis bei Europameisterschaften war der vierte Platz 1970 in Leningrad und bei Weltmeisterschaften der jeweils sechste Platz 1969 in Colorado Springs und 1970 in Ljubljana. Einen Eistanzwettbewerb bei Olympischen Winterspielen gab es erst ab 1976 und somit wurde diese Eiskunstlaufdisziplin in der DDR weniger als die anderen Disziplinen unterstützt.
Rüger und Baier waren das einzige international erfolgreiche Eistanzpaar der DDR. Nach ihrem Rücktritt 1970 wurde in der DDR von 1971 bis 1989 keine Meisterschaft im Eistanz mehr ausgetragen.
Eberhard Rüger heiratete die mehrfache Welt- und Europameisterin im Eiskunstlauf Gabriele Seyfert. 1974 kam ihre gemeinsame Tochter Sheila zur Welt. Die Ehe wurde 1975 geschieden.

## Ergebnisse

### Eistanz
(mit Annerose Baier)
| Wettbewerb / Jahr     | 1962 | 1963 | 1964 | 1965 | 1966 | 1967 | 1968 | 1969 | 1970 |
| --------------------- | ---- | ---- | ---- | ---- | ---- | ---- | ---- | ---- | ---- |
| Weltmeisterschaften   |      |      |      | 14.  | 13.  | 12.  | 10.  | 6.   | 6.   |
| Europameisterschaften |      |      |      | 11.  | 9.   | 7.   | 7.   | 5.   | 4.   |
| DDR-Meisterschaften   | 1.   | 2.   | 1.   | 1.   | 1.   | 1.   | 1.   | 1.   | 1.   |